# رقص قاراچوخلی
رقص قاراچوخلی(به گرجی: ყარაჩოხელი) از جمله رقص‌های فولکلوریک اهالی گرجستان است.
قاراچوخلی مردان هنرمند و صنعت گر شهری بودند که چوخه‌های سیاه رنگ می‌پوشیدند. آنها بدلیل سخت کوش بودن در کار و در عین حال به سبکباری نسبت به زندگی مشهور بودند. عشق او به زندگی، شراب و زنان زیبا در این رقص به اجرا در می‌آید.

## نگارخانه

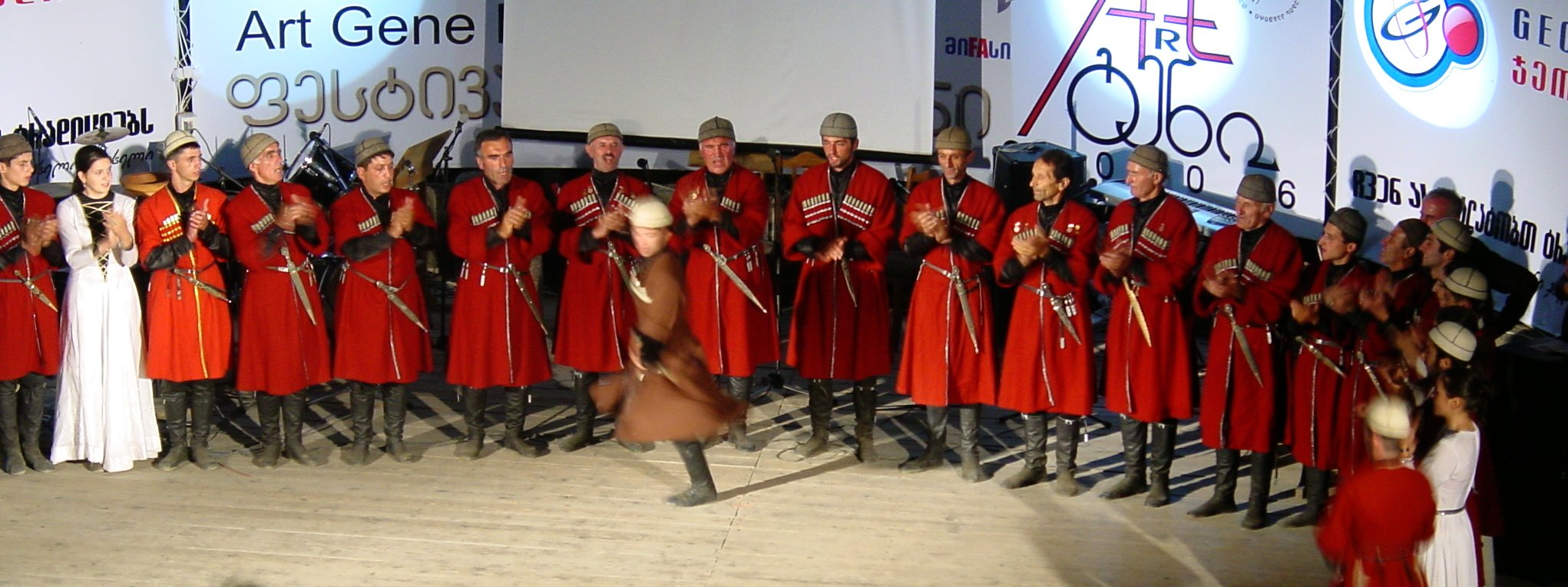
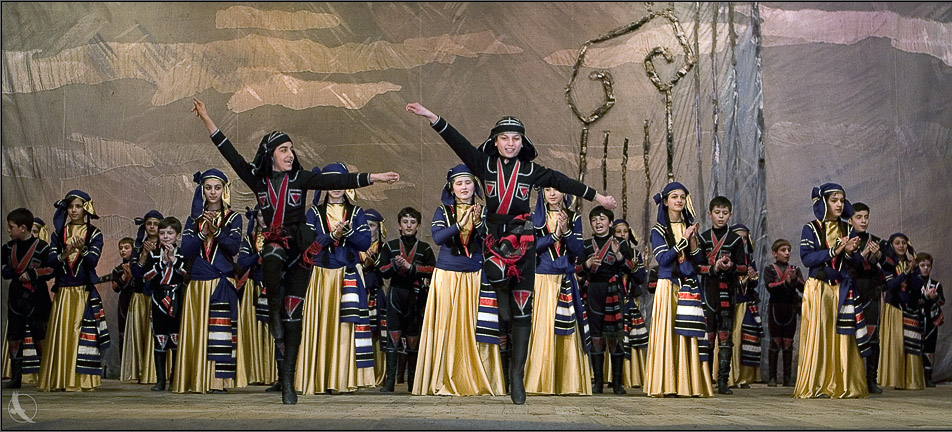
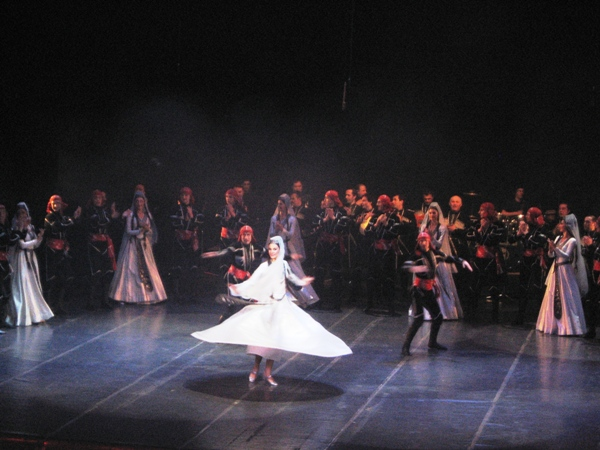
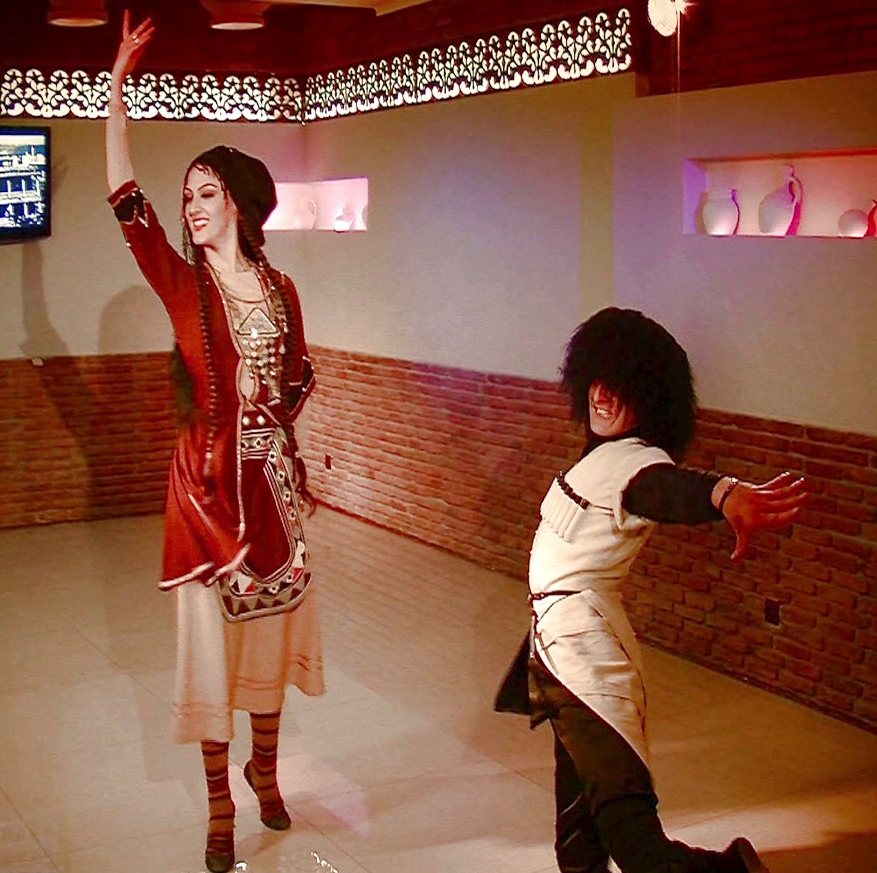